# Киллер, Даниэль
Даниэ́ль Пе́дро Ки́ллер (21 декабря 1949, Росарио) — аргентинский футболист немецкого происхождения, чемпион мира 1978 года. Даниэль и его брат Марио выступали в «Росарио Сентраль», вместе с клубом они стали чемпионами Аргентины 1973 года (Насьональ).

## Биография
Начал карьеру футболиста в 1970 году в клубе родного города — «Росарио Сентраль», позже в 1972 году в этот клуб перешёл его брат Марио.
Даниэль также выступал за «Расинг», «Велес Сарсфилд», «Эстудиантес», «Унион Санта-Фе». Киллер также играл в составе главного соперника «Росарио Сентраля» — «Ньюэллс Олд Бойз». Также он некоторое время выступал в колумбийском клубе «Атлетико Букараманга». Закончил карьеру в одной из низших лиг в составе клуба «Архентино де Росарио».
Сейчас владеет небольшим футбольным комплексом в западной части Росарио.